# Опсада Београда (1316)
Опсада Београда, (март 1316) представља битку за Београд и околне области, у којој је српски краљ Милутин успео да запоседне области свога брата краља Драгутина након његове смрти и преотме их од његовог сина Владислава. Иако је битка за Београд успешно добијена, краљ Милутин је три године касније морао да се повуче са подручја Београда и Мачве због напада Угара, те су Београд и околне области пали у њихове руке. 

## Увод
Године 1230, Бугари су заузели Београд, али нису успели да га задрже те су га изгубили од Угара. Средином 13. века, град улази у састав Мачванске бановине која је основана од стране Угара на подручјима које су заузели у северозападној Србији.
Српски краљ Драгутин са на сабору у Дежеву 1282. године одрекао престола у корист свог млађег брата Милутина. Тиме је добио на управу део српске земље. Драгутин, који је био ожењен ћерком угарског краља Стефана V, Каталином, средином 1284. добија на управљање подручје Мачве са Београдом. Ипак, због несугласица између браће Драгутина и Милутина, највише око питања Милутиновог наследника, избија сукоб који ће се претворити у грађански рат 1301. године. Паралелно, у Угарској избија грађански рат између противника Карла Роберта (међу којима је био и сам Драгутин) и његових присталица, али и у бановини Босни између Шубића који су управљали подручјима тадашње Хрватске под Угарском и бановине Босне, и Котроманића из Босне.
Грађански рат Драгутина и Милутина траје све до 1312. године, када су под притиском Српске православне цркве и епископа бањског Данила, браћа започела преговоре. Преговори су завршени успешно, и обновљене су одредбе Дежевског споразума везане за то да Драгутинов син Владислав, због смрти другог Драгутиновог сина Урошице око 1306. године, наслеђује Милутина после његове смрти, Драгутину је враћен и Рудник, којег је заузео Милутин, а манастир Бањска је уздигнут на ниво повлашћене игуманије у повељи коју су издала и потписала оба краља.

## Опсада града
Београд је био српски све до Драгутинове смрти 1316. године. Области Мачве, Браничева и град Београд је Драгутин дао да наследи његов син Владислав, док се Драгутин пред смрт замонашио и умро као православни монах Теоктист.
Увидевши прилику да преотме те области, краљ Милутин је спремио војску и током марта 1316. кренуо у напад. Убрзо истог месеца, успео је да заузме област Мачве, као и да изврши успешну опсаду града, те је успешно заузео и област Браничева. Ипак, на ово није гледао благонаклодно и угарски краљ Роберт, који је сматрао те области својим поседом. Краљ Роберт је већ 1318. године почео да спрема коалицију против краља Милутина.

## Угарска офанзива
До угарске офанзиве је дошло 1319. године у којој су успели да преотму Београд од краља Милутина.